# Острошицко-Городокская школа
Острошицко-Городокская школа, ОСШ — средняя школа в п. Острошицкий Городок, Минская область, Минский район. С 2010 года в школе организовано обучение в четырёх специализированных спортивных классах — отделениях по хоккею с шайбой Республиканского центра подготовки по зимним видам спорта «Раубичи».
В школе действует плавательный бассейн с двумя чашами — 12 м и 25 м. В трёх первых классах школы (на 1 сентября 2011 года) обучается 43 ученика. Всего школу посещают 407 учащихся.

## История школы
Школа открыта в 1863 году. Первоначально это была церковно-приходская школа, где училось около 20 учеников. Основная часть школьников в то время происходила из семей евреев, так как Острошицкий Городок был местечком, где преобладало еврейское население. Перед Второй мировой войной школа стала десятилеткой. В то время школа представляла собой старые деревянные постройки с печным отоплением. Во время войны занятия в школе не проводились, возобновились лишь после освобождения района от гитлеровцев. В 1948 году состоялся первый выпуск десятиклассников.
В 1982 году здание школы достроено трёхэтажного. В 2009 году началась реконструкция школы, был сделан капитальный ремонт, на сумму более 9 миллиардов рублей (по актуальному на то время курсу — около 3,2 миллиона долларов США). В 2010 построили бассейн. На символическое вручение ключей отреставрированной школы приезжали высокие чиновники Республики Беларусь — Юрий Жадобин (на то время — госсекретарь Совета безопасности Беларуси), и председатель Минского облисполкома Леонид Крупец. В 2011 году школу вновь модернизировали. На 1 сентября на школьной линейке выступил Президент Республики Беларусь, Александр Лукашенко, на которой он произнёс, что сегодня это школа:

Древняя, седая школа, которой уже 150 лет.., переживает второе рождение. Не сомневаюсь, что в таком прекрасном месте даже стены будут вам помогать и вдохновлять на хорошую учёбу. И вы достойно продолжите традиции Острошицко-Городокской школы, пополните её летопись отличными оценками и полезными делами

Школу посещают дети не только из Острошицкого Городка, но и из прилегающих деревень. С 2011 по 2020 в школе учился Николай Лукашенко — третий сын президента Белоруссии Александр Лукашенко.

## Учебная база
В школе имеется плавательный бассейн с двумя чашами — 12 и 25 метров. Проводятся факультативные занятия по ряду обязательных предметов, а также музыкальной, художественной, театральной, хореографической и спортивной направленности. Выпускники наряду с аттестатом о среднем образовании так же имеют возможность получить свидетельство о профессиональной подготовке по одной из специальностей: водителя, тракториста-машиниста, портного, продавца.